# Stargazy Pie

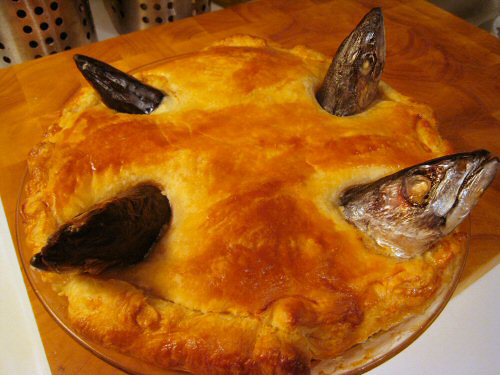
Stargazy Pie

Stargazy Pie (Sterngucker-Pastete) ist ein Gericht der Küche Cornwalls. Zu den Zutaten der Füllung gehören Sardinen (pilchard), Eier und Kartoffeln. Es gibt mehrere Variationen der Pie, doch ist allen gemeinsam, dass Fischköpfe aus dem Teig ragen, als ob sie den Himmel betrachten.

## Geschichte
Die Pie entstand im Fischerdorf Mousehole in Cornwall und  ist mit einer Legende um Tom Bawcock, einen mutigen Fischer des 16. Jahrhunderts, verbunden. In einem besonders stürmischen Winter konnten die Boote den Hafen nicht verlassen. Als Weihnachten nahte, drohte eine Hungersnot, da Fisch die Hauptnahrungsquelle war. Am 23. Dezember entschied sich Tom Bawcock, dem Sturm zu trotzen, und es gelang ihm, genug Fisch für das ganze Dorf zu fangen. Der gesamte Fang wurde zu einer Pie verarbeitet, die sieben Sorten Fisch enthielt, deren Köpfe herausragten, um zu beweisen, dass Fisch enthalten war. Seitdem wird an jedem 23. Dezember in Mousehole das Festival Tom Bawcock’s Eve abgehalten. Dabei wird eine riesige Stargazy Pie erst in einer Laternenprozession durch den Ort geführt und dann verzehrt.
Bawcocks Geschichte und damit die Pie wurde durch das Kinderbuch The Mousehole Cat von Antonia Barber populär. 2007 gewann Mark Hix mit einer Variante des Gerichts den Wettbewerb Great British Menu der BBC.

## Beschreibung
Stargazy Pie (in der älteren Literatur auch starry gazy pie oder stargazy pasty genannt) ist eine Pastete, die traditionell mit ganzen Sardinen gefüllt wird. Wichtig ist, dass die Köpfe der Fische durch die Teighaube ragen, als ob sie die Sterne anschauten. Dadurch kann Öl, das beim Garen austritt, in die Pastete fließen, wodurch der Geschmack intensiviert und die Pastete saftiger wird. Rick Stein empfiehlt, auch einige Fischschwänze herausstehen zu lassen, um den Eindruck springender Fische zu erwecken.
Obwohl der British Food Trust das Gericht als unterhaltsam für Kinder einstuft, wurde es in der Zeitung New York Daily News in der Rubrik „Yuck! Disgusting things people eat“ als ekelerregend eingestuft, basierend auf einem Buch des amerikanischen Autors Neil Setchfield. Beim Festival Tom Bawcock’s Eve wird es in The Ship Inn serviert, dem einzigen Pub in Mousehole, manchmal nach einer Aufführung der Legende.

## Rezepte

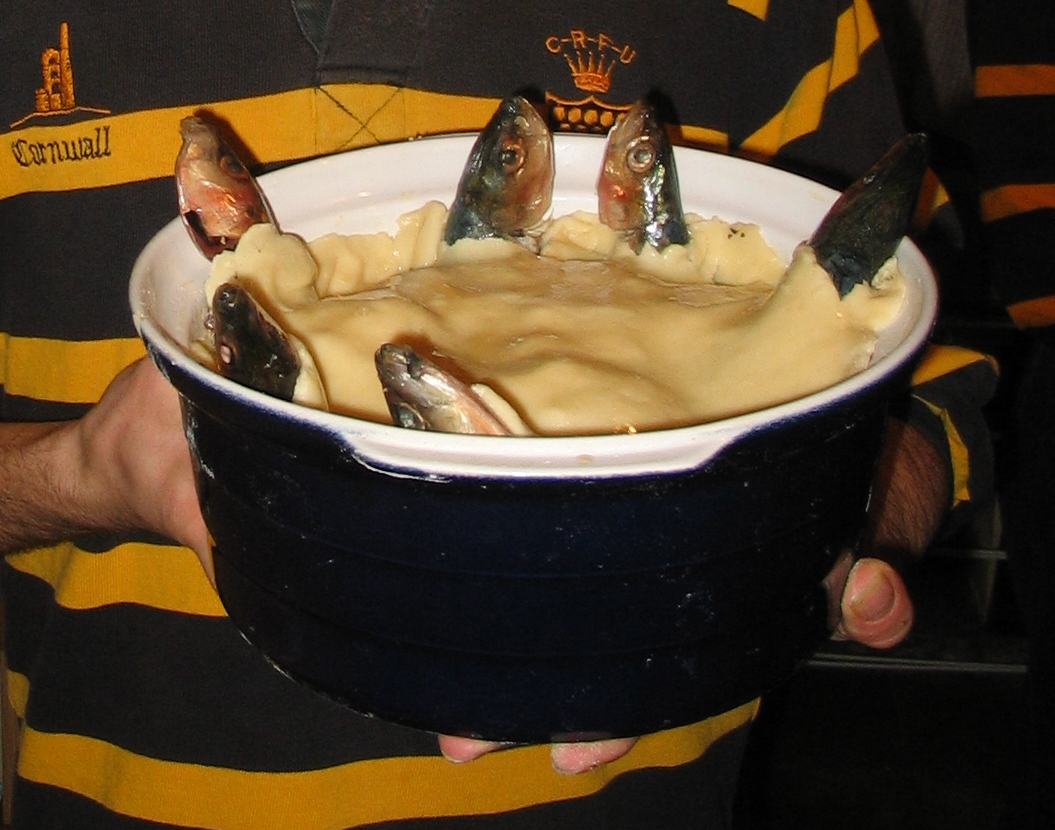
Stargazy Pie vor dem Backen

In die erste Pie gehörten nach der Überlieferung sieben Arten von Fischen, darunter Sandaal, Stöcker, Sardine, Hering, Katzenhai und Leng. In einer traditionellen Pie ist Sardine die Hauptzutat, doch kann sie durch Makrele oder Hering ersetzt werden. Richard Stevenson, Chefkoch in The Ship Inn in Mousehole, schlägt vor, dass für die Füllung jeder Weißfisch geeignet ist, während Sardine oder Hering außen gezeigt werden. Fisch wird gehäutet und von Gräten befreit, außer Kopf und Schwanz. Weitere traditionelle Zutaten sind thickened Milch, Eier und gekochte Kartoffeln.
Es gibt viele Varianten, die zum Beispiel hartgekochte Eier, Speck, Zwiebeln, Senf oder Weißwein enthalten. Alternativ können anstelle von Fisch Krabben, Kaninchen oder Hammel verwendet werden. In jedem Fall wird die Pie mit Teig gedeckt, in der Regel shortcrust (Mürbeteig), manchmal puff pastry (Blätterteig).
Zum Anrichten wird empfohlen, die Schwänze zur Mitte, die Köpfe am Rand aus der Pie herausschauen zu lassen. Das Gericht kann für sich genossen werden, begleitet von knusprigem Brot oder manchmal Gemüse. Andere Beilagen sind Cornish Yarg, Rhabarber-Chutney, pochierte Eier oder Zitrone.